# Adel Sedra
Adel S. Sedra (Asyūṭ, 2 novembre 1943) è un ingegnere egiziano naturalizzato canadese.

## Carriera
Nato in Egitto nel 1943, Sedra ha ricevuto il Bachelor's degree all'Università del Cairo nel 1964 e il Master universitario (Master of Applied Science) e il Dottorato di ricerca all'Università di Toronto rispettivamente nel 1968 e 1969. Tutti e tre i titoli conseguiti sono in ingegneria elettrica.
Sedra ha lavorato inizialmente alla facoltà dell'Università di Toronto nel 1969 ed è diventato professore associato nel 1972 e professore ordinario nel 1978. È stato presidente del consiglio di amministrazione del Dipartimento di Ingegneria Elettrica dal 1986 al 1993 ed è stato rettore dal 1 luglio 1993 al 1 luglio 2002. Nei suoi nove anni da rettore Sedra ha condotto l'università attraverso due dei maggiori cicli di pianificazione a lungo termine nel 1994 e nel 1998.
Il 1 luglio 2003, Sedra è diventatopreside della facoltà di Ingegneria Elettrica dell'Università di Waterloo e professore di Ingegneria Elettrica e Ingegneria Informatica. Nel 2004, ha avviato l'Università di Waterloo all'Esercizio di Pianificazione di Ingegneria (Engineering Planning Exercise), VISION 2010.
Specialista in microelettronica, l'attività di ricerca di Sedra si concentra sulle applicazioni nei sistemi di comunicazione e di strumentazione, e include la teoria e il progetto di circuiti. Sedra è coautore di tre libri di testo, fra cui "Circuiti per la Microelettronica" (con K.C. Smith), ora alla sua settima edizione inglese (2014). Il testo è pubblicato in dieci lingue (fra cui l'italiano) e ha più di un milione di copie stampate, ed è uno dei testi di microelettronica più largamente usati.
Sedra ha pubblicato circa 150 articoli accademici, è stato relatore di circa 65 studenti laureandi, e ha lavorato anche come consulente nell'industria e nel governo del Canada e degli Stati Uniti.
Sedra è stato uno dei membri fondatori e un membro del consiglio di direzione dell'Information Technology Research Center, una delle organizzazioni di ricerca scientifica del governo canadese fondata dalla provincia dell'Ontario (ora Centre of Excellence for Communications and Information Technology). Dal 1990 al 1994, Sedra è stato un membro del Scientific Assessment Panel for the Industry Research Program of Technology Ontario, ed è attualmente membro del consiglio di ricerca del Canadian Institute for Advanced Research . Sedra ha lavorato come inviato dell'Oxford University Press dal 1995 al 2008 e sta attualmente scrivendo la Oxford Electrical and Computer Engineering Series. Più recentemente, Sedra ha presieduto il comitato che si occupava della revisione dell'organizzazione dell'NSERC (Natural Sciences and Engineering Research Council of Canada).

## Titoli e riconoscimenti
Sedra ha ricevuto numerose lauree onorarie, fra cui il titolo di dottore di legge (Doctor of Laws) dell'Università di Toronto nel 2005 e di dottore di scienze (Doctor of Science) alla Queen's University nel 2003 e all'Università McGill nel 2007.
Sedra è stato eletto membro dell'Istituto di Ingegneria Elettrica ed Elettronica nel 1984, dell'Accademia Canadese di Ingegneria nel 1999, e la Royal Society of Canada nel 2003.
Sedra ha ricevuto anche numerosi riconoscimenti, fra cui il Frederick Emmons Terman Award dall'American Society for Engineering Education nel 1988, la IEEE Education Medal nel 1996, la IEEE Third Millennium Medal del 2000, la "Engineering Medal for Excellence" dalla Professional Engineers Ontario, la "Engineering Alumni Association" e la "Outstanding Service Award to the Canadian Microelectronics Industry" dall'Information Technology Association of Canada.
Nel 2002 è stata creata la "Adel S. Sedra Distinguished Graduate Award" dall'Alumni Association dell'Università di Toronto (UTAA) per onorare Sedra dei risultati ottenuti durante i suoi nove anni da vicepresidente e preside all'Università di Toronto. Ogni anno a partire dal 2003, è stato premiato "per uno studente laureando che dimostra un'eccezionale leadership accademica ed extraaccademica".
Nel 2014, è stato eletto membro dell'Order of Ontario in riconoscimento del suo "lavoro seminale che è risultato in un enorme sviluppo in campi che vanno dalla tecnologia medica alle comunicazioni wireless".